# Javier Palacios
Javier Palacios Ruhmann (1925-Viña del Mar, 25 de junio de 2006) fue un militar chileno. Oficial encargado del asalto y toma del Palacio de la Moneda durante el golpe militar del 11 de septiembre de 1973.

## Biografía

### Carrera militar
Regresó de la escuela Escuela Militar en 1941 para ser destinado a la Guarnición de Punta Arenas. Profesor de la Academia de Guerra y en diversas unidades. En 1963 partió comisionado por un año a Fort Benning en Estados Unidos. En 1968, fue ayudante secretario del ministro de Defensa, Juan de Dios Carmona, luego Comandante del Regimiento de Infantería N° 2 "Maipo" de Valparaíso y agregado militar en la embajada de Chile en Bonn hasta 1972, año en que fue nombrado director de Inteligencia e Institutos Militares del Ejército.

### Golpe de Estado en Chile de 1973
El 10 de septiembre de 1973, el General Augusto Pinochet encomienda la misión de comandar el regimiento Blindado N.º 2 (el mismo del tanquetazo) y rodear con tanques La Moneda.
El 11 de septiembre comandó las fuerzas militares ingresaron a La Moneda. A las 14 horas, Palacios decide ingresar al palacio presidencial. En el asalto fue herido superficialmente en su mano derecha, la que vendó con un pañuelo del teniente Armando Fernández Larios. Al entrar al Salón Independencia se encontró con el cadáver de Salvador Allende. Reconoció al presidente por su macizo reloj Jaeger LeCoultre. Llamó al oficial de radio y entregó su escueto informe al vicealmirante Patricio Carvajal: «Misión cumplida. Moneda tomada, presidente muerto».

### Dictadura militar
El 13 de marzo de 1974 es nombrado en el cargo de vicepresidente de la Corporación de Fomento de la Producción (CORFO), cargo que ocuparía hasta el 20 de abril de 1975. En dicho cargo le correspondió trabajar junto con José Piñera Carvallo y Hernán Büchi, quienes encabezaban el Comité Asesor de Créditos Externos.
En 1977 el general Palacios se retira de la institución militar a razón de diferencias fuertes de opinión con el mismo General Pinochet y algunos miembros de la institución, ya que pertenecía al grupo de militares que había apoyado una acción violenta, enérgica y fuerte de militares, para entregar pronto el poder a los civiles y volver a los regimientos, junto con Gustavo Leigh y Augusto Lutz. Como acostumbraba la dictadura a acallar las disensiones internas, le entregaban cargos de administración en las empresas dependientes del Estado de segunda importancia, tal como se hizo con Ismael Huerta Díaz o Patricio Carvajal. Primero es nombrado delegado presidencial en el Instituto de Seguros del Estado. Al año siguiente es nombrado gerente general de la CORFO en Nueva York, Estados Unidos, cargo que asumió entre 1982 y 1987.

### Vida personal
Javier Palacios tuvo en su vida tres hijos, dos de su vínculo matrimonial inicial, y un tercero de una relación que mantuvo por periodo de más de 30 años. El año 1991 se traslada a vivir a Viña del Mar, en compañía de su segunda mujer e hija menor. 

### Muerte
Javier Palacios Ruhmann, falleció el 25 de junio de 2006 en su hogar en Viña del Mar, debido a un infarto cardíaco.